# بوروبودور
بوروبودور (به انگلیسی: Borobudur) یک معبد مهایانه آیین بودایی واقع در ماگلانگ، جاوه مرکزی، اندونزی است که به عنوان بزرگ‌ترین پرستشگاه و بنای تاریخی بودایی در جهان به شمار می‌رود. این بنا در سده‌های هشتم تا نهم میلادی ساخته شد و به صورت مکعبی است با ساختار مدور و متمرکز به چهار نقطهٔ اصلی. بنای ساختمان مستحکم است و اندرونی ندارد و گرد یک تپهٔ طبیعی احداث شده و ده تراس سنگی دارد با پلکانی در وسط هر یک از آن‌ها. شش تراس پایینی طرحی مکعبی دارند و چهار تراس فوقانی مدور است. دیوارها با کنده‌کاریهایی نقش‌برجسته مزین شده که مربوط به داستان‌هایی دربارهٔ حیات زمین بودا و تجسم‌های پیشین او، به ویژه دربارهٔ سوذانای قابل مشاهده است. تندیس‌های سنگی بودای نشسته نیز در هر تراس به چشم می‌خورد که شمارشان مجموعاً چهارصد و سی و دوتاست.

## مراسم مذهبی
این پرستشگاه بزرگ بودایی که شبیه به کوه است، و مطابق اندیشهٔ بودایی، قلهٔ کوه جایی است که با حقیقت الهی می‌توان پیوند یافت. زائران بوروبودور از هر یک از تراس‌های متمرکز و هشت‌گانه‌ای که پرستشگاه را می‌سازند، بالا می‌روند و خود را به چکاد و به نیروانا نزدیک‌تر می‌کنند. این بنا ترکیبی از مکعب و دایره است که هر دو ویژگی اندیشهٔ تانتری است. بالا رفتن از سطحی به سطح دیگر نماد فرایند روشن‌شدگی از طریق تشرف است. بعضی بوروبودور را به صورت قصه‌ای حک شده بر سنگ می‌پندارند که مربوط به قصه‌های بزرگ کیش بودایی به شکلی فوق‌العاده نمادین است; همچنین می‌توان آن را کوه مقدس باستانی در بافت بودایی بس پیچیده دانست.